# Guerra d'indipendenza lettone
La guerra d'indipendenza lettone, a volte chiamata guerra di liberazione lettone (in lettone: Latvijas brīvības cīņas, letteralmente "lotta per la libertà della Lettonia," o Latvijas atbrīvošanas karš, "guerra di liberazione lettone"), si svolse tra il 1º dicembre 1918 e l'11 agosto 1920 sul territorio dell'attuale Lettonia.
Nato come lotta per l'indipendenza della Lettonia dal secolare dominio della Russia, il conflitto si trasformò in una guerra civile interna agli abitanti della regione, divisi tanto su base politica tra nazionalisti e bolscevichi locali, quanto su base etnica tra lettoni propriamente detti e tedeschi del Baltico. Il conflitto andò poi a inserirsi nel periodo di caos e disordini sorto in Europa orientale a seguito della rivoluzione d'ottobre in Russia, della dissoluzione dell'Impero russo e della conseguente guerra civile russa: le forze della Repubblica Socialista Federativa Sovietica Russa invasero la Lettonia sia per spalleggiare i bolscevichi locali che per riguadagnare il controllo dei territori occidentali perduti a seguito del trattato di Brest-Litovsk, mentre le potenze dell'Europa occidentale (Regno Unito e Francia in particolare) appoggiavano i nazionalisti lettoni in funzione contro-rivoluzionaria; a fianco dei nazionalisti lettoni scesero poi in campo varie nazioni confinanti, tutte contemporaneamente in guerra con la Russia bolscevica, e in particolare l'Estonia e, nell'ultima parte del conflitto, la Polonia e la Lituania.
La prima parte della guerra vide le forze nazionaliste lettoni del governo provvisorio di Kārlis Ulmanis fare fronte comune con le milizie dei tedeschi del Baltico, organizzate con l'appoggio della Germania, contro le forze della RSFS Russa intente a invadere la Lettonia per sostenere il governo della Repubblica Socialista Sovietica Lettone: dopo aver occupato buona parte del paese, i bolscevichi furono respinti dalle controffensive dei nazionalisti ripiegando nelle regioni orientali. I contrasti interni al movimento indipendentista sfociarono in una guerra aperta tra i lettoni (spalleggiati da truppe estoni) e i baltico-tedeschi, conclusasi con una precaria tregua mediata dagli anglo-francesi nel luglio 1919; la tregua fu solo momentanea, e dopo essere confluiti nel movimento delle Armate Bianche anti-bolsceviche i baltico-tedeschi tentarono nuovamente di rovesciare il governo lettone nell'ottobre 1919: dopo pesanti scontri e con l'appoggio di estoni, britannici e francesi, i lettoni furono in grado di infliggere una sconfitta definitiva ai baltico-tedeschi e di porre fine alla minaccia.
L'ultima fase della guerra nel gennaio 1920 vide le forze lettoni, coadiuvate da contingenti polacchi e lituani, sconfiggere definitivamente ciò che restava del movimento bolscevico locale nella regione orientale della Letgallia; dopo la stipula di un primo armistizio il 1º febbraio 1920, il conflitto si concluse con il trattato di Riga dell'11 agosto 1920 che riconobbe la piena indipendenza della Lettonia.

## Antefatti

### La Lettonia sotto il dominio russo
Il territorio corrispondente all'attuale Lettonia cadde sotto il controllo dell'Impero russo nel corso di vari distinti momenti nell'arco del XVIII secolo, a iniziare dalla Livonia (ceduta dalla Svezia alla Russia nel 1722 al termine della grande guerra del Nord) per finire con la Curlandia (passata alla Russia nel corso della terza spartizione della Polonia nel 1795); questi territori furono suddivisi dall'Impero russo nei cosiddetti "Governatorati baltici" e amministrati insieme alle regioni oggi parte dell'Estonia: i governatorati godevano di una certa autonomia amministrativa interna, con il potere concentrato nelle mani delle tradizionali famiglie di nobili e proprietari terrieri appartenenti all'etnia dei tedeschi del Baltico, da sempre dominanti nella regione.
I primi segni di una presa di coscienza nazionale da parte delle popolazioni lettoni (il cosiddetto "risveglio nazionale lettone") si ebbero tra il 1850 e il 1890, ad opera dei gruppi intellettuali e culturali locali ispirati dalle idee del nazionalismo romantico in circolo in Europa nel medesimo periodo: questi circoli di "Giovani lettoni" (in lettone Jaunlatvieši) si opponevano, più che al controllo russo, all'influenza dominante della nobiltà locale baltico-tedesca. Gli ideali nazionalisti crebbero con il tempo, traducendosi in posizioni più politiche sotto il movimento della "Nuova corrente" (Jaunā strāva), organizzazione di sinistra e di idee socialiste molto attiva nella propaganda presso le classi contadine interessate dai primi fenomeni di industrializzazione e urbanizzazione della regione; la rivoluzione russa del 1905 vide in Lettonia l'acuirsi della tensione tra le classi popolari lettoni e quelle nobiliari baltico-tedesche, concretizzatasi in scioperi e manifestazioni di piazza a Riga soffocate nel sangue dalle autorità, e disordini e scontri tra bande armate nelle campagne. La rivoluzione portò anche a una maggiore saldatura di intenti tra il Partito social-democratico dei lavoratori lettone, fondato nel 1904 e progenitore del successivo Partito Comunista di Lettonia, e la fazione bolscevica del Partito Operaio Socialdemocratico Russo.

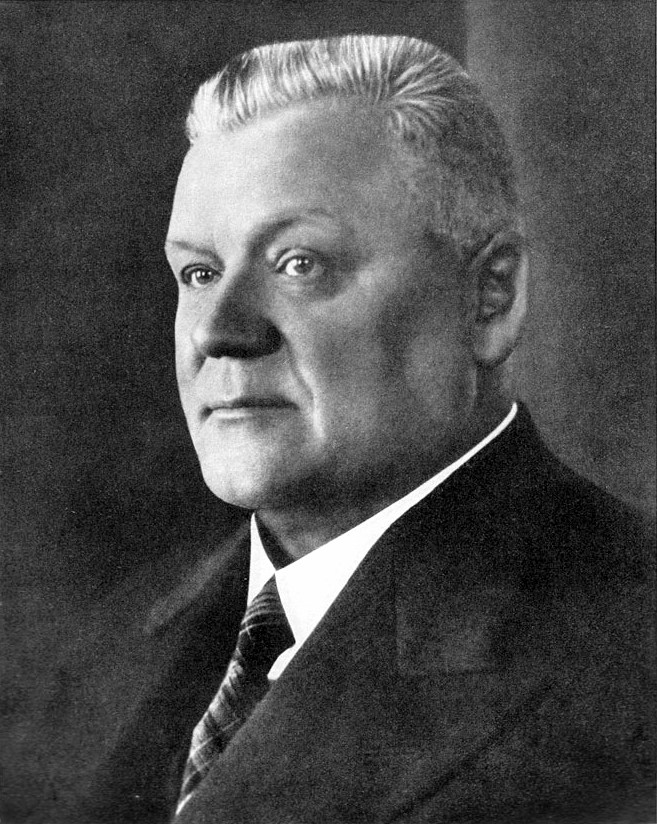
Kārlis Ulmanis, primo capo di governo della Lettonia indipendente

Dopo l'ingresso dell'Impero russo nella prima guerra mondiale nell'agosto 1914, le operazioni belliche del fronte orientale arrivarono progressivamente a interessare anche il territorio lettone: la pesante sconfitta patita dai russi nella battaglia di Gorlice-Tarnów all'inizio del maggio 1915 e il successivo avvio della cosiddetta "Grande ritirata" portarono le armate tedesche a occupare quasi interamente le regioni della Curlandia e della Semgallia, portando la linea del fronte fin sulle rive del fiume Daugava e davanti alla città di Riga entro il settembre 1915. Con metà del territorio lettone occupato dal nemico, alcuni parlamentari della Duma originari della regione fecero istanza allo zar di costituire una forza armata composta interamente da lettoni, onde sfruttare a fini bellici tanto la maggiore conoscenza del territorio ora interessato dai combattimenti, quanto, e soprattutto, i sentimenti antitedeschi diffusi tra le popolazioni locali: i primi nove battaglioni di "Fucilieri lettoni", composti di uomini reclutati localmente nella truppa e anche nei ranghi degli ufficiali, furono costituiti nell'agosto 1915, divenendo due brigate di due reggimenti ciascuna nel 1916 e infine una divisione nel 1917 quando si distinsero nei pesanti combattimenti contro i tedeschi nel corso della battaglia del fiume Aa nelle vicinanze di Riga; entro la fine delle ostilità con la Germania, le forze dei fucilieri lettoni e altre unità locali avevano ormai raggiunto la consistenza di 130 000 uomini.

### Verso l'indipendenza

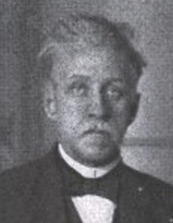
Pēteris Stučka, leader dei bolscevichi lettoni

L'abbattimento del regime zarista durante i fatti della "rivoluzione russa di febbraio" e l'istituzione della Repubblica russa ebbero influenza anche sulla Lettonia: un "Consiglio provvisorio livoniano" fu costituito nel marzo 1917 a Valmiera con autorità di governo delle parti della Livonia abitate da lettoni, seguito in maggio da un analogo organismo per la regione orientale della Letgallia con sede a Rēzekne e uno per la Curlandia con sede a Tartu in Estonia (stante la perdurante occupazione tedesca della regione); il 5 luglio 1917 il Governo provvisorio russo nominò il consiglio livoniano unica autorità di governo sulle regioni lettoni, pur opponendosi all'integrazione della Letgallia con il resto della Lettonia. Le richieste delle autorità lettoni per un maggiore auto-governo portarono nell'agosto 1917 alle prime elezioni democratiche del Consiglio livoniano, che consegnarono una forte maggioranza ai partiti di sinistra; le idee del bolscevismo erano nel frattempo profondamente penetrate nei ranghi dei corpi armati lettoni, facendo dei fucilieri lettoni una delle unità scelte al servizio del movimento rivoluzionario di Lenin e Trockij. Il 3 settembre 1917 le forze tedesche occuparono Riga dopo aver inflitto una pesante sconfitta ai russi nella battaglia di Jugla; due mesi dopo, le forze bolsceviche rovesciarono il Governo provvisorio russo nel corso della cosiddetta "Rivoluzione d'ottobre" (7-8 novembre 1917), portando pochi giorni dopo all'istituzione della Repubblica Socialista Federativa Sovietica Russa.
I bolscevichi lettoni presero rapidamente il controllo delle regioni della Lettonia non ancora occupate dai tedeschi; le politiche fortemente massimaliste portate avanti dal movimento, come la nazionalizzazione delle banche, la confisca delle terre e la soppressione delle libertà civili, portarono però all'opposizione di ampi strati della popolazione locale e alla presa di vigore di un più forte movimento nazionalista e indipendentista lettone: il 16 novembre 1917 politici lettoni formarono un Consiglio nazionale provvisorio con sede a Valka, avviando i preparativi per la formazione di un'assemblea costituente per la Lettonia. La stipula del trattato di Brest-Litovsk il 3 marzo 1918 tra gli Imperi centrali e la RSFS Russa consegnò all'occupazione tedesca ciò che rimaneva della Lettonia: poco interessati all'istituzione di una Lettonia indipendente, le autorità occupanti favorirono la locale minoranza dei tedeschi del Baltico fino a istituire lo stato fantoccio del Ducato Baltico Unito esteso sui territori estoni e lettoni occupati. Ridotti alla clandestinità, i nazionalisti locali ripresero vigore solo dopo la capitolazione tedesca e la conclusione della prima guerra mondiale l'11 novembre 1918: il 18 novembre la prima riunione a Riga del "Consiglio del popolo" (Tautas padome), primo parlamento nazionale lettone comprensivo di tutti i partiti locali ad eccezione di quelli di estrema destra e di estrema sinistra, portò alla formazione di un governo provvisorio con Kārlis Ulmanis, leader del partito conservatore dell'Unione degli Agricoltori della Lettonia, nelle vesti di primo ministro.
La resa della Germania lasciava però un vuoto di potere in una vasta area dell'Europa orientale comprendente i Paesi Baltici, la Bielorussia e l'Ucraina: con le forze tedesche in fase di dissoluzione e di ripiegamento alla volta della madrepatria, questi vasti territori si trovavano di fatto alla mercé della neonata "Armata Rossa" della RSFS Russa e di un governo bolscevico più che deciso a riguadagnare i territori perduti a ovest e di espandere gli ideali della rivoluzione verso l'Europa. Il 13 novembre 1918 il governo russo dichiarò nullo il trattato di Brest-Litovsk e iniziò ad ammassare forze sulla sua frontiera occidentale.

## La guerra

### L'invasione russa

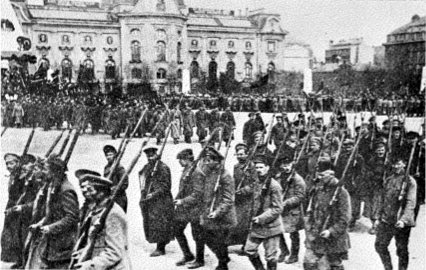
Truppe bolsceviche in parata per le strade di Riga il 1º maggio 1919

Il 28 novembre 1918 truppe russe attaccarono Narva in Estonia dando il via alla guerra d'indipendenza estone; il 1º dicembre 1918 le forze dell'Armata Rossa varcarono i confini della neonata Lettonia e il 12 dicembre estesero le loro operazioni fino in Lituania. Il governo provvisorio lettone non aveva praticamente alcuna forza armata da opporre agli invasori, con solo poche migliaia di reclute ancora in fase di addestramento agli ordini dell'ex tenente colonnello dell'esercito zarista Oskars Kalpaks, ora ministro della guerra del governo Ulmanis, e le truppe d'occupazione tedesche erano in piena ritirata verso una linea di difesa più corta e difendibile tra Riga e Bauska; conseguentemente, le forze bolsceviche si impadronirono delle regioni orientali della Lettonia praticamente senza combattere: Alūksne fu occupata il 7 dicembre, seguita da Daugavpils il 9 dicembre, Pļaviņas il 17 dicembre, Valka il 18 dicembre e Skrīveri il 27 dicembre. L'arrivo dei primi aiuti militari da parte del Regno Unito, che già l'11 novembre precedente aveva riconosciuto de facto l'indipendenza della Lettonia, non riuscirono a migliorare la situazione dei lettoni e il governo provvisorio si vide costretto a trasferire la sua sede a Liepāja nell'ovest, lasciando che Riga fosse occupata dai russi il 3 gennaio 1919; il 18 dicembre precedente, dopo la cattura di Valka, i bolscevichi lettoni avevano provveduto a dichiarare la costituzione della Repubblica Socialista Sovietica Lettone con il vecchio socialista Pēteris Stučka come presidente.
Ai primi di gennaio i reparti dell'Armata Rossa, comprensivi di un ampio contingente di "fucilieri lettoni", incontrarono la loro prima vera opposizione quando si scontrarono con le truppe tedesche dispostesi sulla loro linea di resistenza a sud di Riga: Bauska cadde in mano ai russi il 7 gennaio, seguita da Tukums e Jelgava il 10 gennaio; solo alla fine del mese le forze bolsceviche furono bloccate lungo la linea del fiume Venta, lasciando in mano ai nazionalisti solo un triangolo di territorio nella Curlandia sud-occidentale esteso da Ventspils a nord fino al confine lituano a sud. Se gran parte della Lettonia era ormai controllata dai bolscevichi, le forze nazionaliste erano però in fase di riorganizzazione: alla fine di gennaio i primi contingenti dell'esercito lettone (Latvijas Sauszemes spēki), della consistenza di una brigata, scesero in campo nel settore del fiume Venta al comando del colonnello Jānis Balodis, mentre una seconda brigata al comando del colonnello Jorģis Zemitāns era in fase di organizzazione a nord con l'appoggio degli estoni.
     Milizie tedesche
     Forze bolsceviche
     Esercito lettone
     Esercito estone

Situazione del conflitto al 6 marzo 1919:
Milizie tedesche
Forze bolsceviche
Esercito lettone
Esercito estone

Davanti al pericolo rappresentato dall'avanzata dei russi, lettoni e tedeschi del Baltico decisero di mettere da parte le antiche divisioni e di collaborare contro il nemico comune. Spalleggiati dai loro connazionali delle truppe d'occupazione, i baltico-tedeschi avevano radunato sotto il comando del maggiore Alfred Fletcher una propria milizia, la Baltische Landeswehr, ben organizzata e rifornita di armi ed equipaggiamenti direttamente dalla Germania; un ufficiale delle forze d'occupazione tedesche, il maggiore Josef Bischoff, aveva nel frattempo iniziato a organizzare tra gli stessi reparti smobilitati un Freikorps di volontari, noto come Eiserne Division ("Divisione di ferro"), con cui combattere a fianco dei connazionali baltici: l'unità fu poi rinforzata con arrivi di soldati reclutati direttamente in Germania dietro la promessa della cessione di appezzamenti di terra da coltivare in Lettonia. I paesi baltici costituivano una linea di difesa avanzata per impedire ai bolscevichi di arrivare fino ai confini orientali della Germania, e il governo tedesco fu ben lieto di lasciare che il generale Rüdiger von der Goltz, decorato ufficiale della prima guerra mondiale e già al comando delle truppe tedesche anti-bolsceviche impegnate nella precedente guerra civile finlandese, assumesse la guida della Eiserne Division e, di fatto, di tutte le forze nazionaliste impegnate nel conflitto lettone.

### La guerra tra tedeschi e lettoni
Milizie tedesche
     Forze bolsceviche
     Esercito lettone
     Esercito estone

Situazione del conflitto al 16 aprile 1919:
Milizie tedesche
Forze bolsceviche
Esercito lettone
Esercito estone

Le riorganizzate forze nazionaliste furono capaci non solo di fermare l'avanzata dei bolscevichi, ma anche di passare rapidamente al contrattacco: il 1º febbraio 1919 la 2ª Brigata lettone di Zemitāns e reparti estoni alleati attaccarono le posizioni bolsceviche nel nord della Lettonia occupando Valka e Rūjiena, mentre ai primi di marzo le milizie tedesche di von der Goltz e i lettoni della 1ª Brigata del colonnello Balodis (ora comandante in capo dell'esercito lettone dopo la morte di Kalpaks il 6 marzo) lanciarono un deciso attacco e sfondarono le linee russe sul Ventam occupando Tukums il 15 marzo e Jelgava il 18 marzo; entro il 26 marzo i reparti tedeschi e lettoni avevano raggiunto la periferia di Riga, dove infine furono bloccati dalla dura resistenza dei bolscevichi. Più che a pensare a costituire una Lettonia indipendente, tuttavia, i baltico-tedeschi non avevano mai rinunciato al loro progetto di creare uno Stato loro personale, sul modello dell'ormai dissolto "Ducato Baltico Unito"; prendendo a pretesto alcuni incidenti tra soldati lettoni e della Baltische Landeswehr, il 16 aprile le milizie tedesche condussero un colpo di stato a Liepāja ai danni del governo provvisorio, arrestando vari ministri e obbligando il primo ministro Ulmanis a fuggire a bordo del mercantile Saratov sotto la protezione delle navi della Royal Navy dislocate nel Baltico. I tedeschi costituirono un governo fantoccio sotto il pastore luterano Andrievs Niedra, che tuttavia non ottenne né il riconoscimento delle potenze europee né tantomeno l'appoggio del grosso della popolazione lettone: se la 1ª Brigata di Balodis accettò di continuare a sottostare agli ordini dei tedeschi nella lotta contro i bolscevichi, la 2ª Brigata lettone di Zemitāns proclamò la sua lealtà al governo Ulmanis e si peparò ad affrontare gli stessi tedeschi con l'appoggio degli alleati estoni.
Il 16 maggio le forze estoni e lettoni lanciarono una nuova offensiva nel settore settentrionale del fronte; contemporaneamente, le milizie tedesche rinnovarono i loro attacchi in direzione di Riga che fu occupata il 22 maggio: le forze lettoni di Balodis furono inviate verso sud-est lungo la riva del fiume Daugava all'inseguimento dei bolscevichi in ritirata, mentre i tedeschi procedevano verso nord-est in direzione di Cēsis incontro agli estoni avanzanti. Le forze estoni del generale Ernst Põdder raggiunsero Limbaži il 27 maggio, mentre una seconda colonna prendeva Alūksne il 29 maggio per poi spingersi con una rapida avanzata ben all'interno del paese fino a raggiungere Jēkabpils il 5 giugno, dove fu stabilito un contatto con le forze lettoni di Balodis; entro la metà del mese le forze bolsceviche mantenevano il controllo solo delle regioni a est della linea da Alūksne a nord fino a Subate a sud.
     Milizie tedesche
     Forze bolsceviche
     Esercito lettone
     Esercito estone

Situazione del conflitto al 22 giugno 1919:
Milizie tedesche
Forze bolsceviche
Esercito lettone
Esercito estone

Con i bolscevichi in chiara crisi e quasi fuori dal conflitto, i contrasti interni tornarono a galla e tedeschi e lettoni si prepararono per un regolamento di conti finale. Il 19 giugno i reparti di von der Goltz aprirono le ostilità attaccando le forze estoni e lettoni di Põdder e Zemitāns nei dintorni di Cēsis: dopo un successo iniziale, i tedeschi furono respinti dai contrattacchi degli alleati il 23 giugno e furono costretti a ripiegare in direzione di Riga dove si asserragliarono. Francia e Regno Unito, le potenze occidentali che guidavano l'intervento straniero a sostegno delle forze anti-bolsceviche, erano preoccupate dal fatto che questi scontri intestini al movimento nazionalista lettone potessero indebolire la lotta comune contro i russi, e si fecero promotrici di negoziati tra le due parti per arrivare a una composizione della crisi; il 3 luglio le due parti siglarono l'armistizio di Strazdumuiža: il governo di Ulmanis fu riconosciuto come unico e legittimo governo della Lettonia e poté reinsediarsi a Riga, von der Goltz e i reparti della Eiserne Division dovevano essere ritirati dal paese e rimpatriati in Germania, le unità della Baltische Landeswehr dovevano transitare sotto il comando di un ufficiale britannico (l'allora colonnello Harold Alexander) per essere pienamente integrate nell'esercito lettone.
     Armata Bianca (tedeschi)
     Forze bolsceviche
     Esercito lettone
     Esercito polacco
     Esercito lituano

Situazione del conflitto all'11 novembre 1919:
Armata Bianca (tedeschi)
Forze bolsceviche
Esercito lettone
Esercito polacco
Esercito lituano

L'interesse di britannici e francesi per le questioni lettoni era legato all'appoggio che le due potenze stavano dando alle "Armate Bianche", le unità reazionarie e anti-bolsceviche costituite con i resti delle forze zariste e impegnate contro il regime della RSFS Russa nella sanguinosa guerra civile russa; una di queste armate, l'Armata dei volontari della Russia occidentale del colonnello Pavel Rafailovič Bermondt-Avalov, iniziò a costituirsi a Jelgava in Lettonia nell'estate del 1919 e prese ad attrarre nei suoi ranghi forti contingenti provenienti dalle disciolte milizie della Baltische Landeswehr e della Eiserne Division: fino a tre quarti dell'armata arrivarono a essere composti da tedeschi, e lo stesso von der Goltz partecipò alla sua organizzazione fino a quando non fu costretto a rientrare in Germania il 3 ottobre, dopo forti pressioni in tal senso sul governo di Berlino da parte degli anglo-francesi. I nazionalisti russi delle Armate Bianche erano contrari all'indipendenza delle ex provincie dell'Impero russo tanto quanto erano ostili al bolscevismo, e una comunanza di interessi fu rapidamente raggiunta con i tedeschi del Baltico: l'8 ottobre 1919 l'armata di Bermondt-Avalov rivolse le sue armi contro il governo lettone, attaccando Riga ed estendendo le operazioni al resto del paese.
Le forze "bianche" si assicurarono nel giro di pochi giorni la Curlandia, dove solo i porti di Liepāja e Ventspils rimasero in mano ai lettoni, ma a Riga furono bloccate nel corso di feroci scontri con le truppe governative spalleggiate dai cittadini; a Jaunjelgava, nell'est, le truppe lettoni ottennero una vittoria dopo una dura battaglia combattuta tra il 16 e il 19 ottobre, impedendo ai "bianchi" di superare la linea del fiume Daugava. L'11 ottobre i lettoni, supportati da alcune unità estoni e appoggiati dal mare dal fuoco delle navi anglo-francesi, lanciarono un forte contrattacco nel settore di Riga, riuscendo a riconquistare il quartiere di Daugavgrīva alla foce del Daugava il 15 ottobre e infine a ripulire dalle forze "bianche" tutta la riva occidentale del fiume entro il 3 novembre; per il 10 novembre i "bianchi" erano stati messi in rotta e la capitale era saldamente nelle mani dei lettoni. Le truppe governative avanzarono in Curlandia prendendo Jelgava il 21 novembre; entro il 29 novembre i resti delle forze di Bermondt-Avalov ripiegarono oltre il confine con la Lituania, dove poi furono disperse.

### La fine del conflitto

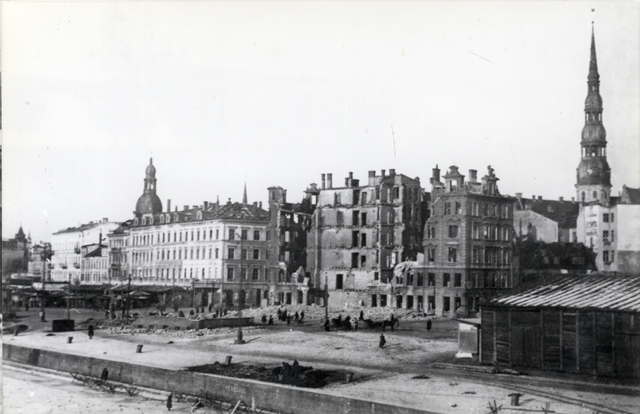
Riga nell'ottobre 1919 al termine dei combattimenti

La sconfitta dei "bianchi" e dei baltico-tedeschi diede infine stabilità al movimento nazionalista lettone, che poté quindi dedicarsi all'ultimazione della lotta contro i bolscevichi; lo scoppio della guerra sovietico-polacca nel febbraio 1919 aveva regalato ai nazionalisti baltici un potente alleato e un trattato di cooperazione fu velocemente stipulato tra lettoni e polacchi per un'offensiva congiunta nella regione orientale della Letgallia. Il 3 gennaio 1920, lo stesso giorno in cui l'Estonia siglava un armistizio con la Russia, forze polacche sotto il generale Edward Rydz-Śmigły e lettoni sotto il colonnello Jānis Puriņš, appoggiate anche da un contingente lituano, attaccarono i bolscevichi a Daugavpils, sconfiggendoli entro il 5 gennaio e avanzando poi verso est in direzione di Krāslava; altre forze lettoni attaccarono da nord su un ampio fronte, prendendo Rezekne il 21 gennaio e confinando ciò che rimaneva della Repubblica Socialista Sovietica Lettone in una piccola area del nord-est al confine con la Russia.
Il 1º febbraio 1920 lettoni e russi siglarono un armistizio ponendo temporaneamente fine alle ostilità in vista dell'avvio di negoziati di pace; scontri sporadici continuarono per tutta la durata dei negoziati, fino alla stipula del Trattato di Riga l'11 agosto 1920: il trattato pose fine alla guerra riconoscendo la piena indipendenza della Lettonia.

## Conseguenze
La guerra d'indipendenza fu una dura prova per la Lettonia: la base industriale del paese, prima molto sviluppata, fu gravemente danneggiata tanto dalle ostilità quanto dai trasferimenti di macchinari e industrie in Russia avviati già durante la prima guerra mondiale. Molte abitazioni erano distrutte, i porti resi inagibili e le campagne devastate dalle operazioni belliche; la popolazione era calata da 2 552 000 abitanti nel 1914 a 1 596 000 abitanti nel dicembre 1920 (gli abitanti della sola Riga furono più che dimezzati, passando da 520 000 nel 1914 a 225 000 nel 1920). La ricostruzione procedette speditamente negli anni seguenti il conflitto: dopo l'elezione a suffragio universale di un'assemblea costituente (Satversmes sapulce) il 17-20 aprile 1920, la Costituzione della Lettonia fu adottata il 15 febbraio 1922 ed entrò in vigore il 7 novembre di quell'anno; precedentemente, il 15 luglio 1920 era stato siglato un armistizio tra Lettonia e Germania, mentre il 26 gennaio 1921 le nazioni rappresentate nel Consiglio supremo di guerra alleato riconobbero ufficialmente l'indipendenza del paese. La Lettonia divenne quindi un membro della Società delle Nazioni il 22 settembre 1921 e, negli anni successivi, cercò di mantenersi equidistante tra le due potenze russa e tedesca e di stabilire solide relazioni con i suoi vicini baltici, sottoscrivendo un'alleanza militare con l'Estonia nel 1923 e formando la cosiddetta "Entente baltica" con estoni e lituani nel 1934.
La ricostruzione economica del paese progredì velocemente e già nel 1923 il bilancio statale lettone faceva registrare un surplus; le riforme agrarie portarono all'esproprio e alla nazionalizzazione di molte delle terre appartenenti alla nobiltà tedesca, ma i baltico-tedeschi rimasero una minoranza relativamente bene accetta nel paese e attiva politicamente con propri partiti politici. Il panorama politico rimase poco stabile (tra il 1922 e il 1934 si succedettero tredici governi e nove primi ministri), caratterizzato dallo scontro tra il maggioritario Partito Socialdemocratico dei Lavoratori di Lettonia di sinistra e l'opposizione del partito conservatore dell'Unione dei Contadini della Lettonia; l'instabilità economica che si abbatté anche sulla Lettonia a seguito degli eventi della "Grande depressione" all'inizio degli anni 1930 favorì il colpo di Stato del 15 maggio 1934 da parte dei conservatori: con un'azione fondamentalmente incruenta e l'appoggio delle forze armate, il primo ministro Ulmanis assunse poteri dittatoriali, sospendendo la costituzione e bandendo tutti i partiti politici. Ulmanis rimase al governo della Lettonia fino alla nuova invasione sovietica del 1940.